# 近平省悟
近平 省悟（ちかひら しょうご、1981年2月12日 - ）は、愛媛県出身の元プロ野球選手（投手）。

## 来歴・人物
宇和島東高時代は、夏の甲子園に出場。
近畿大学に進学後は、2年の時に、関西学生リーグ2000年秋の同大戦でノーヒットノーランを達成。最優秀選手にも選出された。リーグ通算36試合に登板、13勝12敗、防御率1.74、143奪三振を記録。
その後、愛媛県のクラブチーム・松山フェニックスを経て、2005年7月30日付で四国アイランドリーグ（現・四国アイランドリーグplus）の愛媛マンダリンパイレーツに入団。
入団1年目は11試合の登板で1勝5敗にとどまったが、入団2年目の2006年は32試合に登板し、チームでは浦川大輔（14勝）に次ぐ9勝をあげた。2007年も前年に引き続いて先発陣の一翼を担ったが、シーズン中に肘を故障し、後期途中の8月31日付で登録を抹消された。当時チームは香川オリーブガイナーズと首位を争っており、最終的に後期優勝を逃したが、監督の沖泰司はシーズン終了後にこの近平の離脱が響いたと記している。ただし、規定投球回数は満たしており、防御率1.00で最優秀防御率のタイトルを獲得した。
2008年は肘の回復が遅れたため、キャンプインの段階では練習生の扱いであったが4月1日に契約を更新した。
2009年はチームトップとなる12勝を挙げたが、シーズン終了後、自身の申し出により退団。

## プレースタイル・人物
- 長いリーチから繰り出すストレートとスライダー・チェンジアップが武器。

## 詳細情報

### 年度別投手成績
| 年度      | 球団      | 登 板 | 完 封 | 勝 利 | 敗 戦 | セ │ ブ | 勝 率 | 投 球 回 | 与 四 球 | 与 死 球 | 奪 三 振 | 自 責 点 | 防 御 率 |
| --------- | --------- | ----- | ----- | ----- | ----- | ------- | ----- | -------- | -------- | -------- | -------- | -------- | -------- |
| 2005      | 愛媛      | 11    | 2     | 1     | 5     | 0       | .167  | 65.0     | 19       | 3        | 33       | 17       | 2.35     |
| 2006      | 愛媛      | 32    | 2     | 9     | 9     | 0       | .500  | 172.2    | 35       | 17       | 99       | 40       | 2.08     |
| 2007      | 愛媛      | 12    | 2     | 6     | 1     | 1       | .857  | 80.2     | 23       | 6        | 38       | 9        | 1.00     |
| 2008      | 愛媛      | 26    | 2     | 8     | 6     | 1       | .571  | 155.0    | 15       | 10       | 73       | 39       | 2.26     |
| 2009      | 愛媛      | 27    | 1     | 12    | 7     | 0       | .632  | 137.1    | 16       | 4        | 76       | 46       | 3.01     |
| 通算：5年 | 通算：5年 | 108   | 9     | 36    | 28    | 2       | .563  | 610.2    | 108      | 40       | 319      | 151      | 2.23     |

- 各年度の太字は、リーグ最高

### タイトル
- 最優秀防御率（2007年）

### 背番号
- 20（2005年 - 2009年）